# Куссері
Куссері (фр. Kousséri) — адміністративний центр департаменту Логон і Шарі на крайній півночі Камеруну. Через місто проходить транссахельське шосе.

## Географія
Розташоване на півдні регіону Сахель у місці злиття річок Логон і Шарі на кордоні з Чадом. На протилежному березі Шарі лежить столиця Чаду — Нджамена.

### Клімат
Місто знаходиться у зоні, котра характеризується кліматом помірних степів та напівпустель. Найтепліший місяць — квітень із середньою температурою 32.6 °C (90.7 °F). Найхолодніший місяць — січень, із середньою температурою 23 °С (73.4 °F).
| Клімат Куссері          | Клімат Куссері | Клімат Куссері | Клімат Куссері | Клімат Куссері | Клімат Куссері | Клімат Куссері | Клімат Куссері | Клімат Куссері | Клімат Куссері | Клімат Куссері | Клімат Куссері | Клімат Куссері | Клімат Куссері |
| Показник                | Січ.           | Лют.           | Бер.           | Квіт.          | Трав.          | Черв.          | Лип.           | Серп.          | Вер.           | Жовт.          | Лист.          | Груд.          | Рік            |
| Середня температура, °C | 23             | 25,8           | 29,7           | 32,6           | 32,3           | 30,1           | 27,2           | 25,7           | 27,1           | 28,2           | 25,9           | 23,6           | 27,6           |
| Норма опадів, мм        | 0              | 0              | 0.2            | 7.8            | 26             | 57.4           | 146.5          | 203.6          | 93.6           | 19.2           | 0.1            | 0              | 554.4          |
| Днів з опадами          | 0              | 0,3            | 0,7            | 1,2            | 4              | 6,8            | 12,5           | 13             | 7,5            | 2              | 0              | 0              | 48             |
| Вологість повітря, %    | 28.6           | 22.6           | 20.9           | 28.3           | 39.5           | 52.4           | 67.9           | 75.7           | 71.6           | 49.4           | 33.2           | 30.7           | 43.4           |
| ----------------------- | -------------- | -------------- | -------------- | -------------- | -------------- | -------------- | -------------- | -------------- | -------------- | -------------- | -------------- | -------------- | -------------- |
| Джерело: Weatherbase    |                |                |                |                |                |                |                |                |                |                |                |                |                |